# Sielsowiet Turzec
Sielsowiet Turzec (biał. Турэцкі сельсавет, Turecki sielsawiet; ros. Турецкий сельсовет) – sielsowiet na Białorusi, w obwodzie grodzieńskim, w rejonie korelickim, z siedzibą w Turcu.

## Demografia
Według spisu z 2009 sielsowiet Turzec zamieszkiwało 1739 osób, w tym 1657 Białorusinów (95,28%), 53 Rosjan (3,05%), 16 Polaków (0,92%), 3 Ukraińców (0,17%), 7 osób innych narodowości i 3 osoby, które nie podały żadnej narodowości.
Do 2019 liczba ludności spadła do 1263 osób. Największymi miejscowościami były wówczas Turzec (573 mieszkańców), Niekraszewicze (168 mieszkańców) i Słoboda Wielka (150 mieszkańców). Liczba ludności żadnej z pozostałych miejscowości nie przekraczała 55 osób.

## Geografia i transport
Sielsowiet geograficznie położony jest na Wysoczyźnie Nowogródzkiej, a historycznie na Nowogródczyznie, w środkowej części rejonu korelickiego.
Przez sielsowiet przebiega droga republikańska R11.

## Miejscowości
- agromiasteczko:
  - Turzec
- wsie:
  - Berezowiec
  - Bronosowo
  - Czyżynowce
  - Kaczany
  - Krynki
  - Łykowicze
  - Małosielce
  - Niekraszewicze
  - Nowosiółki
  - Rzepijowo
  - Słoboda Wielka
  - Tarasowicze
  - Wieletowo
  - Zagórze